# Cho Hyun-oh
Cho Hyun-oh (chữ Hàn: 조현오; sinh ngày 15 tháng 5 năm 1955) là nguyên tư lệnh cảnh sát quốc gia Hàn Quốc (NPA) với chức Giám đốc Cơ quan cảnh sát quốc gia Hàn Quốc.

## Sự nghiệp
Cho Hyun-oh sinh tại Busan nhưng sau đó lên Hán Thành học Đại học Hàn Quốc.
Ngày 09 tháng 4 năm 2012, viên cảnh sát trưởng Hàn Quốc này đã đệ đơn từ chức do áp lực của dư luận liên quan đến vụ một phụ nữ bị sát hại dã man sau khi bị hiếp dâm mặc dù đã gọi điện thoại cầu cứu cảnh sát Hàn Quốc.
Ông từ chức để nhận tất cả trách nhiệm vì sự tắc trách không thể tha thứ của cảnh sát và đề nghị gia đình nạn nhân tha lỗi ông cũng cam kết hỗ trợ gia đình nạn nhân với khoản bồi thường phù hợp.